# Wolchulsan
Wolchulsan é uma montanha localizada na província de Jeolla do Sul, na Coreia do Sul. Abrange os condados de Gangjin e Yeongam. No seu pico, Cheonhwangbong, chega a 809 metros, o que a torna o ponto mais alto do condado de Gangjin.
A montanha encontra-se em um parque nacional homônimo. O Parque Nacional Wolchulsan é o menor parque nacional da Coreia do Sul, com uma área de 41 km². Uma estrutura marcante situada na montanha é a "Cloud Bridge" (구름다리), uma ponte de pequeno porte que se estende entre dois picos.

## Galeria de imagens

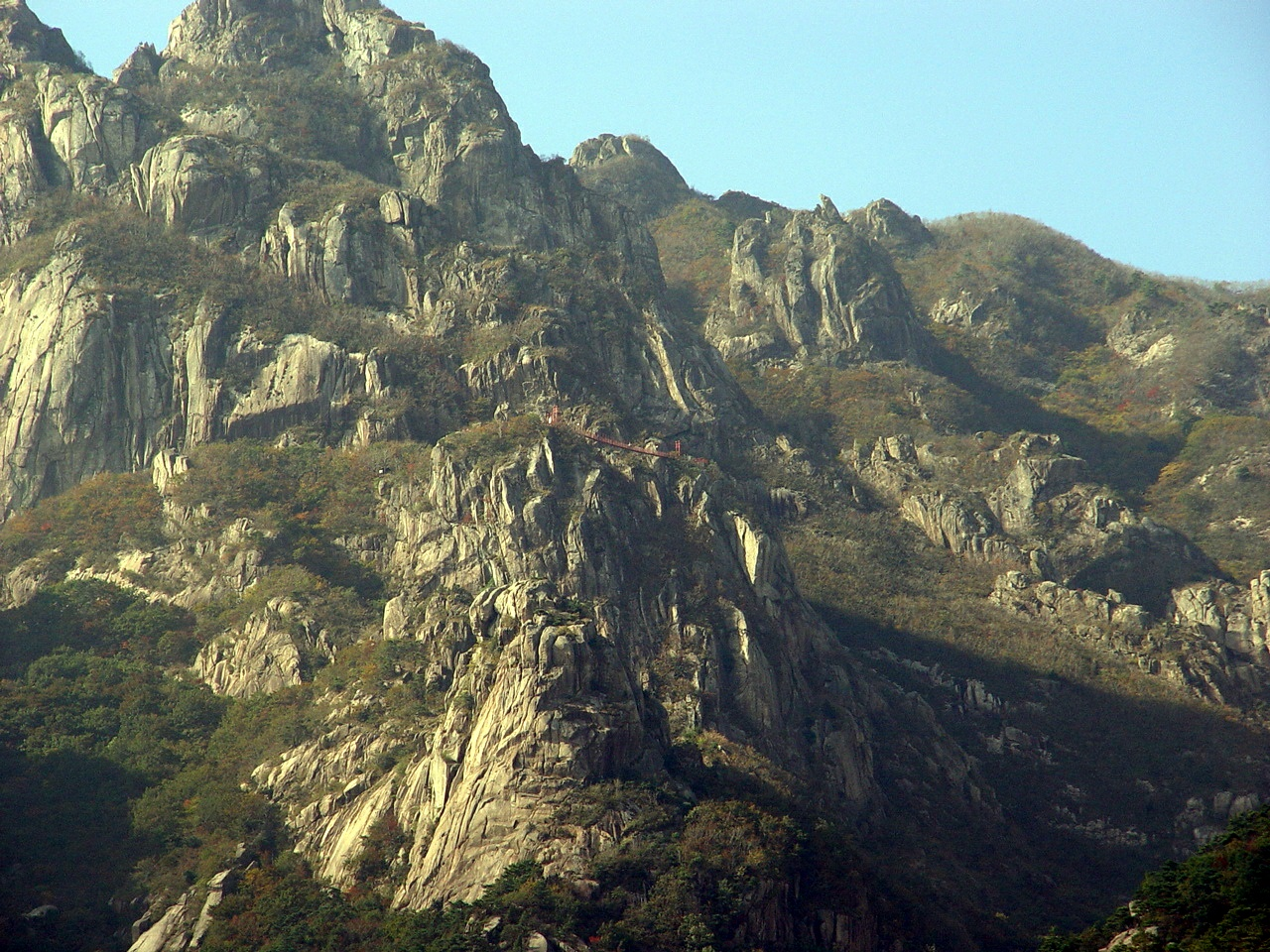
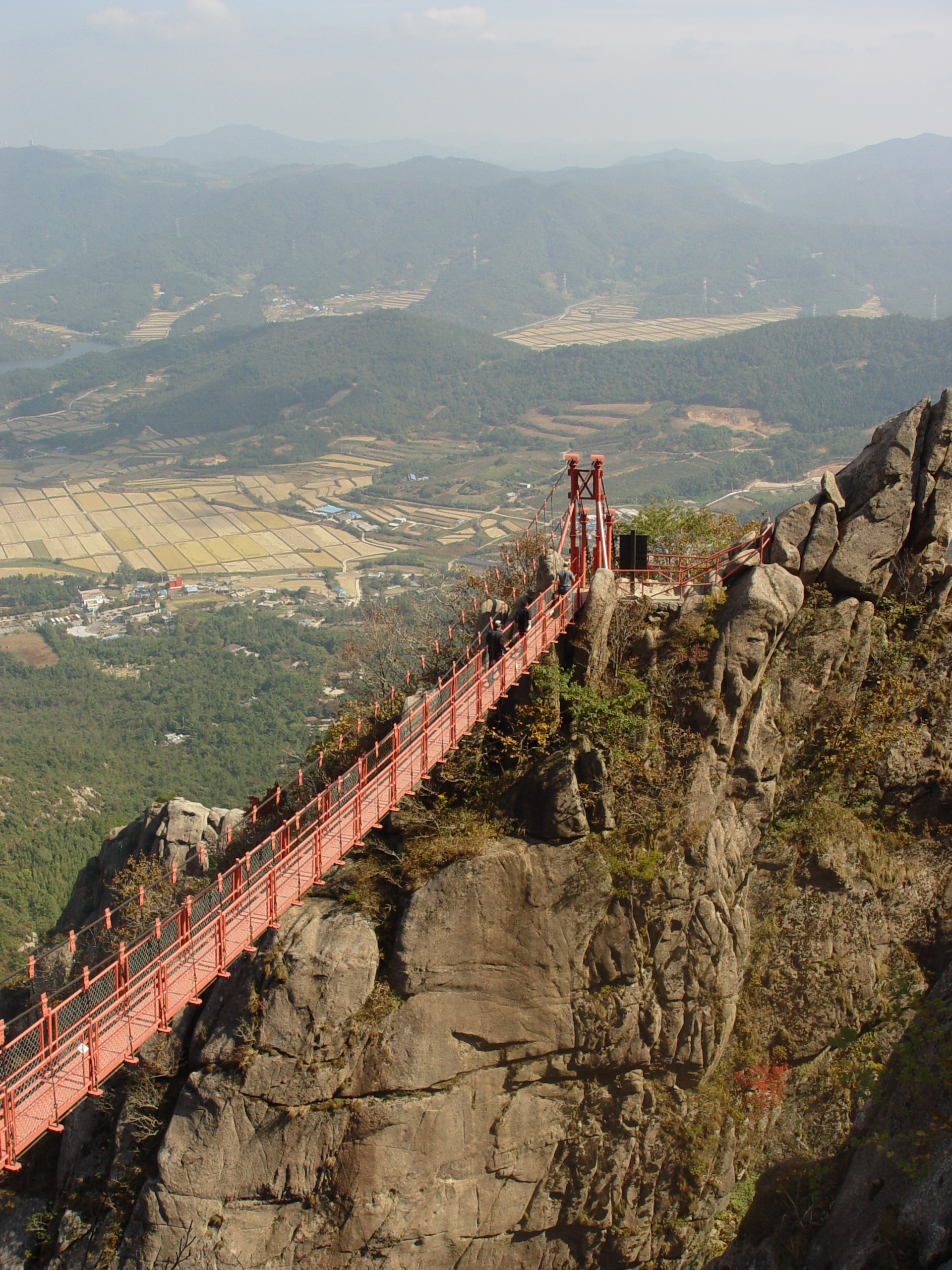
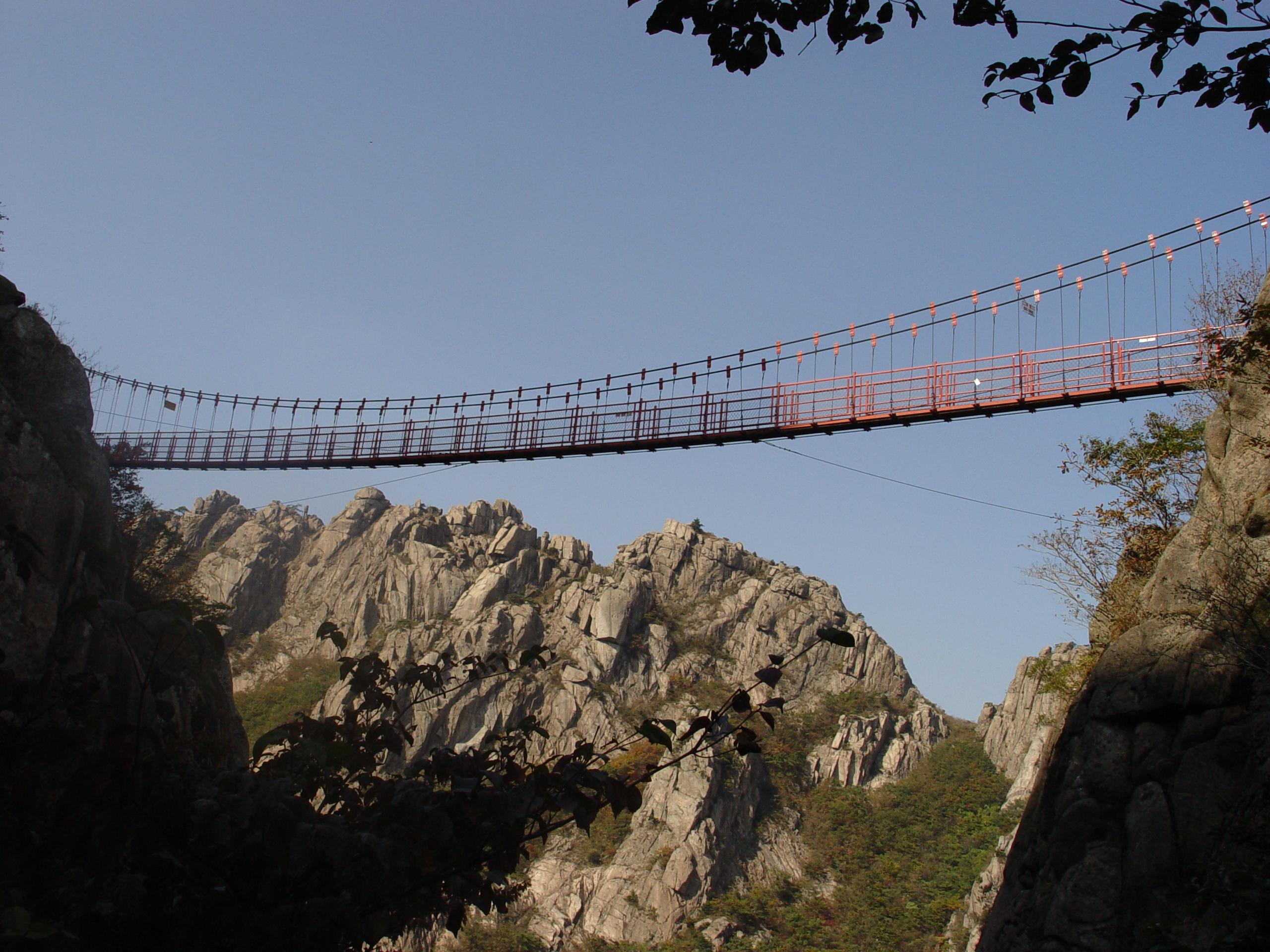